# I huvudet på Gunde Svan
I huvudet på Gunde Svan är ett TV-program som hade premiär 24 oktober 2013 i TV4. I varje avsnitt träffar Gunde Svan en svensk sportprofil och utmanar profilen i dennes sportgren. Programmet vann Kristallen 2014 i kategorin "Årets livsstilsprogram".

## Avsnitt

### Säsong 1
| Nr | Sportprofil            | Datum            |
| -- | ---------------------- | ---------------- |
| 1  | Magdalena Forsberg     | 24 oktober 2013  |
| 2  | Pernilla Wiberg        | 31 oktober 2013  |
| 3  | Annika Sörenstam       | 7 november 2013  |
| 4  | Tony Rickardsson       | 14 november 2013 |
| 5  | Malin Baryard-Johnsson | 21 november 2013 |
| 6  | Kenny Bräck            | 28 november 2013 |

### Säsong 2
| Nr | Sportprofil        | Datum           |
| -- | ------------------ | --------------- |
| 1  | Jan-Ove Waldner    | 5 oktober 2014  |
| 2  | Tomas Gustafson    | 12 oktober 2014 |
| 3  | Carolina Klüft     | 19 oktober 2014 |
| 4  | Anders Olsson      | 26 oktober 2014 |
| 5  | Susanne Gunnarsson | 2 november 2014 |
| 6  | Thomas Wassberg    | 9 november 2014 |

### Säsong 3
| Nr | Sportprofil      | Datum |
| -- | ---------------- | ----- |
| 1  | Ingemar Stenmark | 2016  |
| 2  | Peter Forsberg   | 2016  |
| 3  | Anja Pärsson     | 2016  |
| 4  | Frank Andersson  | 2016  |
| 5  | Mats Wilander    | 2016  |
| 6  | Anders Eriksson  | 2016  |